# MOIA

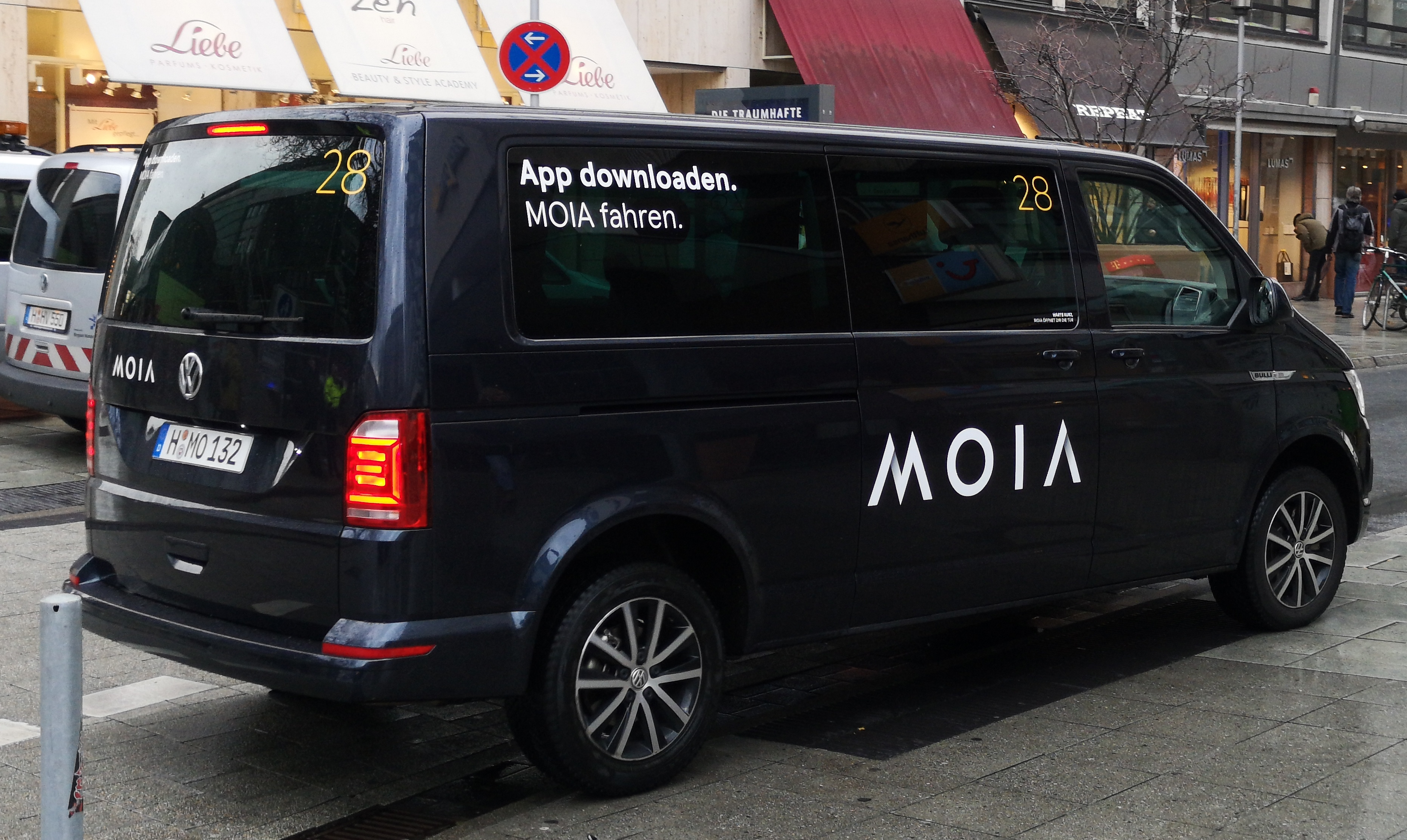
Moia-Kleinbus in Hannover 2018

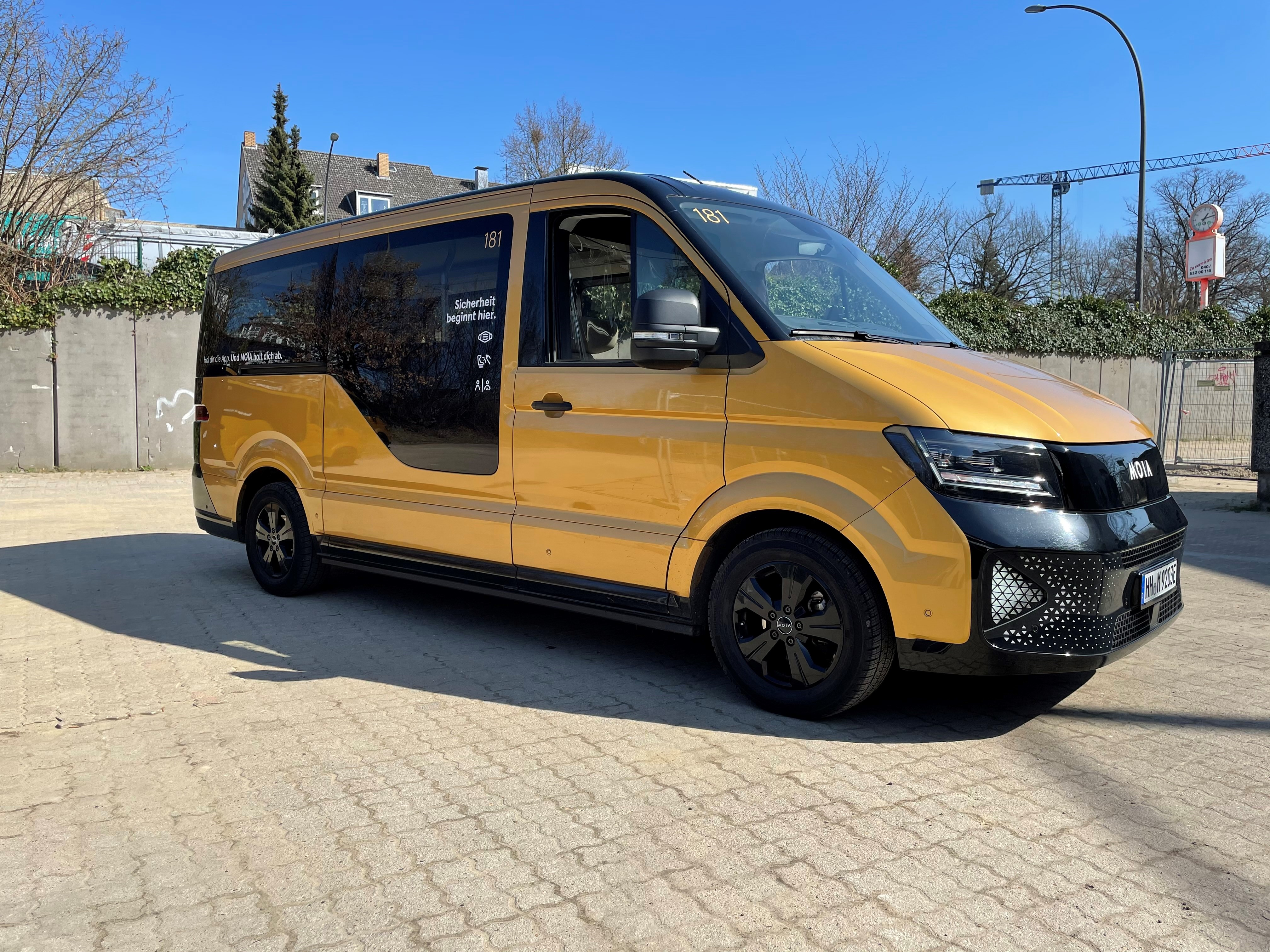
Pluto in Hamburg 2021

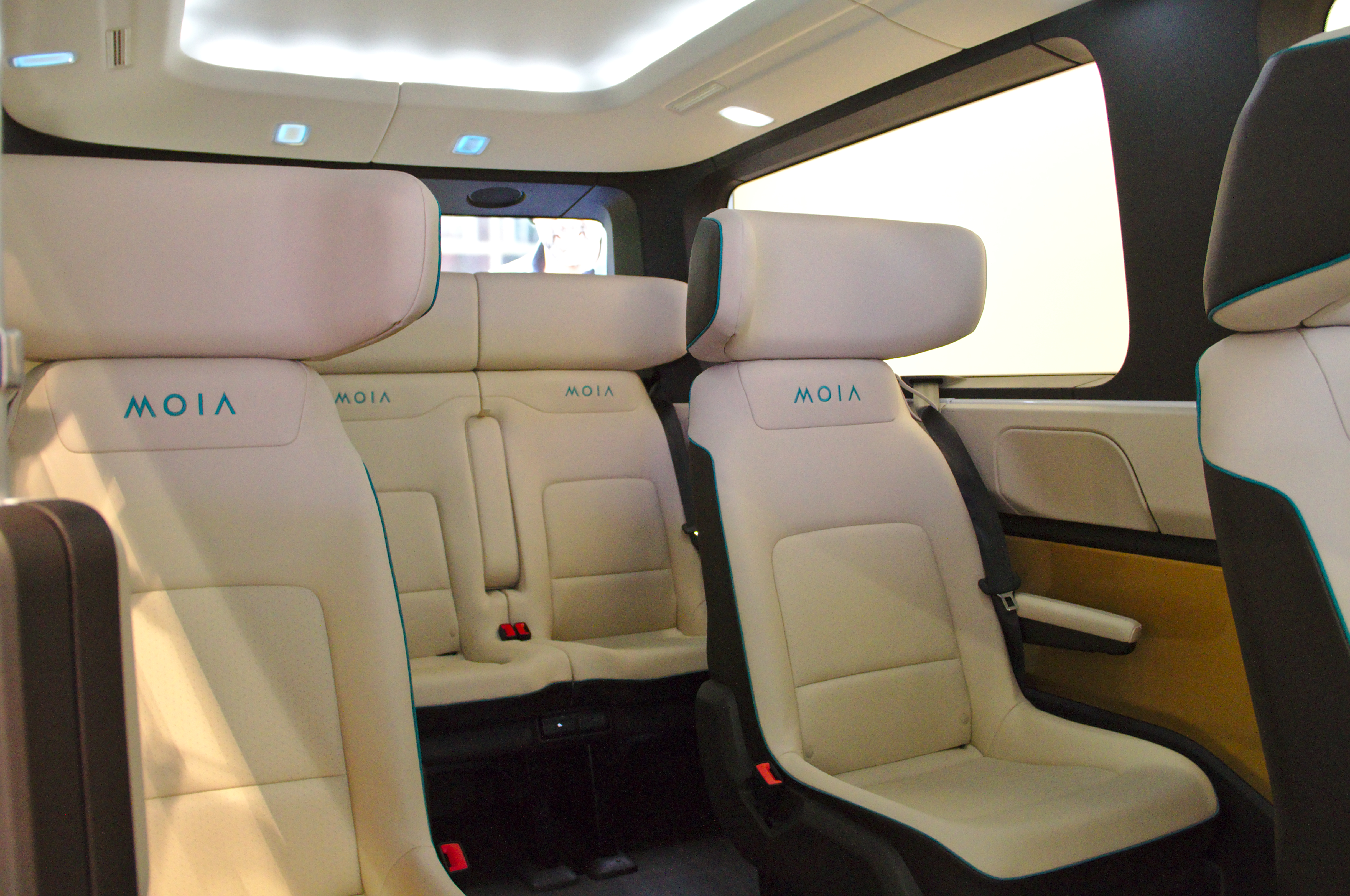
Innenraum des Volkswagen Pluto

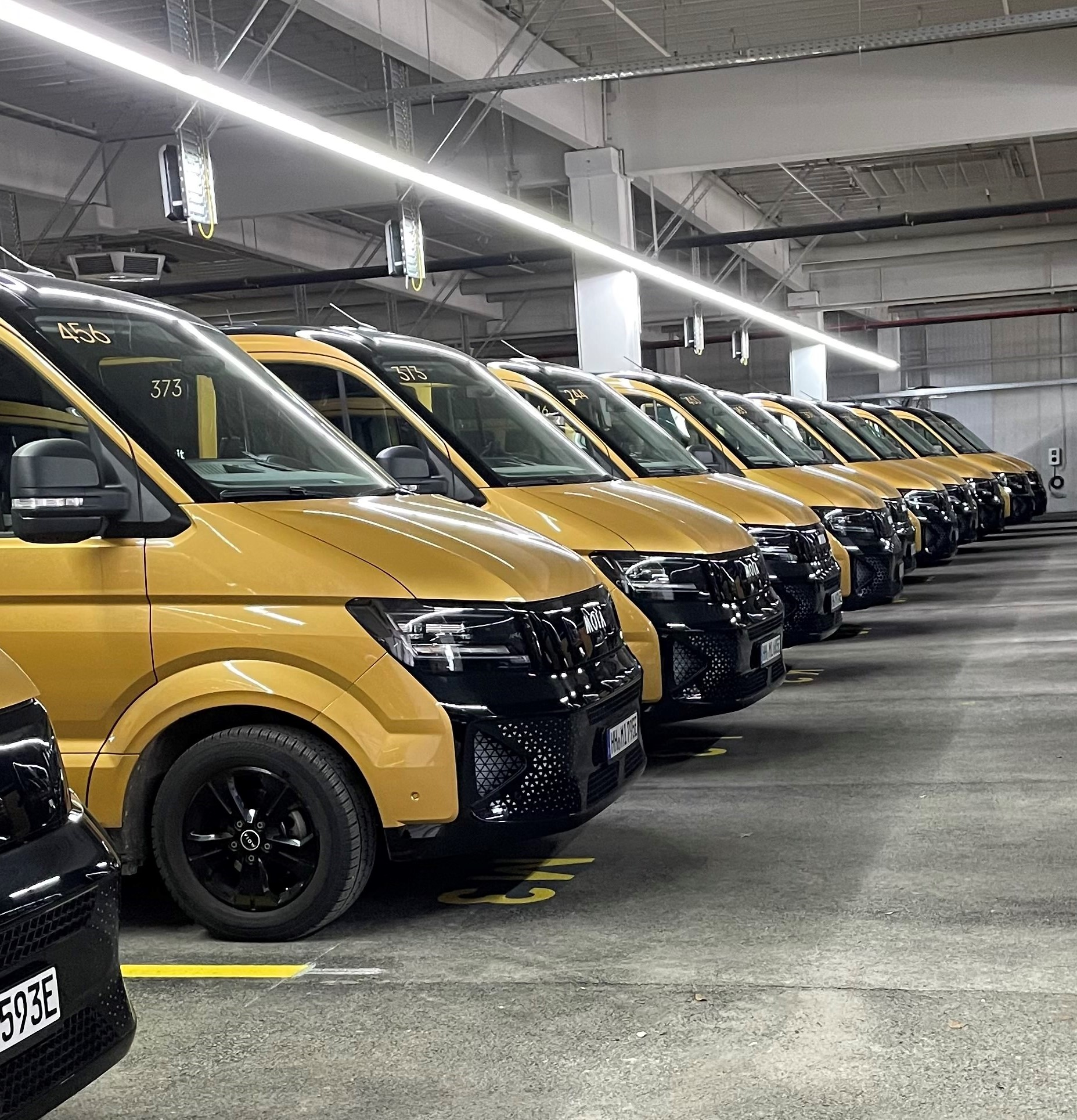
Pluto Flotte in Hamburg 2021

Moia (Eigenschreibweise: MOIA) ist ein eigenständiges Unternehmen des Volkswagen-Konzerns mit Standorten in Berlin und Hamburg, das in Hamburg ein eigenes Ridepooling-Angebot betreibt. Das Unternehmen wurde 2016 gegründet und entwickelt Mobilitätsdienstleistungen selbstständig oder partnerschaftlich mit Städten und den bestehenden Verkehrssystemen. Der Schwerpunkt liegt auf dem sogenannten Ridepooling und der ganzheitlichen Entwicklung der Soft- und Hardware dafür. Moia deckt die gesamte Wertschöpfungskette im Bereich Ridepooling ab, es beschäftigte 2020 rund 1300 Menschen, von denen 200 in der Entwicklung tätig waren.

## Geschichte
Moia wurde 2016 als eigenständiges Unternehmen unter dem Dach des Volkswagen-Konzerns gegründet, im Oktober 2017 startete es in Hannover ein Pilotprojekt zur Erprobung eines Ridepooling-Dienstes, das im Juli 2018 in den öffentlichen Betrieb überführt wurde. Im April 2019 nahm Moia in Hamburg den emissionsfreien Ridepooling-Dienst mit Fahrzeugen vom Typ E-Crafter in Betrieb. In London war das Unternehmen zwischen 2019 und 2020 als Technologie-Lieferant an einem Ridepooling-Pilotprojekt der Londoner Verkehrsbehörde Transport for London (TfL) beteiligt. Kooperationspartner war das Verkehrsunternehmen RATPDev.
Zu Beginn betrieb Moia seine Ridepooling-Dienste in Hamburg und Hannover mit einer Sondergenehmigung nach der Experimentierklausel im § 2 Abs. 7 des Personenbeförderungsgesetzes, die die praktische Erprobung neuer Verkehrsarten wie Ridepooling auf Zeit gestattet. Im März 2021 beschloss der Bundesrat einstimmig die Novelle des Personenbeförderungsgesetzes, durch die Ridepooling-Angebote wie Moia eine rechtssichere Basis erhalten und zukünftig gesetzlich verankert sowie reguliert sind. In Hannover war Moia seit Juli 2022 als gebündelter Bedarfsverkehr genehmigt. Im September 2022 erhielt Moia erstmals eine reguläre Genehmigung als Linienbedarfsverkehr (§ 44 Personenbeförderungsgesetz). Sie gilt ab 2023.
Im September 2021 stellte Moia zusammen mit Volkswagen Nutzfahrzeuge und Argo AI Pläne für autonomes Ridepooling vor. Ziel des gemeinsamen Projekts ist es, in Hamburg bis 2025 ein autonomes, international skalierbares Ridepooling-System zu entwickeln. Im Oktober 2022 haben sich der Volkswagenkonzern und sein US-Partner Ford aus dem gemeinsamen Projekt rund um Roboterautos des Softwareunternehmens Argo AI zurückgezogen.

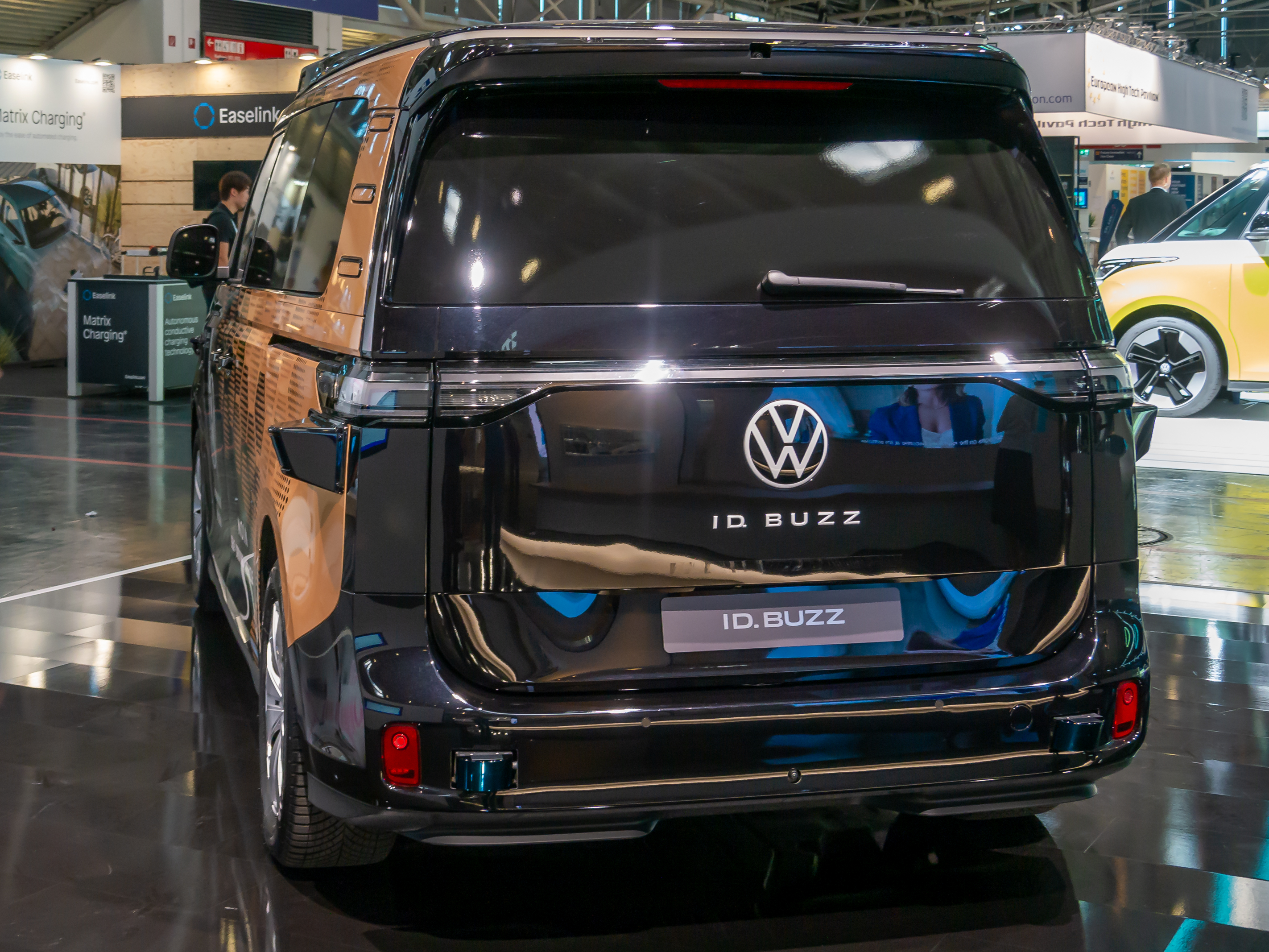
Prototyp eines autonomen MOIA-Bus auf Basis VW ID. Buzz

## Betrieb, Fahrgäste und Nutzung
Moia betreibt das Fahrangebot eigenwirtschaftlich mit eigenen Apps, Fahrern und Fahrzeugen. Gleichzeitig betreibt das Unternehmen eigene Betriebshöfe und die dazugehörige Ladeinfrastruktur für die emissionsfreien Flotten.
Laut einer Begleitforschung des Karlsruher Instituts für Technologie und der TU München in Zusammenarbeit mit Moia handelt es sich bei den Fahrgästen um eine heterogene Gruppe, die über die Early Adopter hinausgeht, die Moia in seiner Frühphase als Zielgruppe angesprochen hat. Frauen (45 %) und Männer sind nahezu gleichermaßen vertreten und jeder vierte Nutzer ist über 50 Jahre alt. Fahrgäste sind überdurchschnittlich mobil und reisen häufiger multimodal als Nicht-Nutzer, d. h. sie nutzen häufiger mehrere Verkehrsmittel auf einem Weg. Die befragten Nutzer nennen die Bequemlichkeit, die Fahrer und die Privatsphäre als wichtige Gründe, Moia zu nutzen. Die Fahrten finden häufig abends und spät abends statt. Die Buchungsspitzen liegen bei etwa 19 und 22 Uhr (Stichprobe aus Hamburg, 6320 Fahrten im November und Dezember 2019). Die meisten Fahrten dienen Freizeitzwecken (siehe Tabelle).
| Wegezweck                  | Anteil Fahrten |
| -------------------------- | -------------- |
| Freizeit                   | 60 %           |
| Zubringer zu Bahn/Flugzeug | 11 %           |
| Pendelweg                  | 10 %           |
| beruflicher Weg            | 9 %            |
| Hol-/Bringweg              | 3 %            |
| Sonstige                   | 7 %            |

Stichprobe: 6417 Fahrten in Hamburg (November und Dezember 2019)
Die Begleitforschung modellierte und analysierte auch die Auswirkungen von Ridepooling auf ein städtisches Verkehrssystem am Beispiel Hamburg für den Status quo und für mögliche Zukunftsszenarien. Die Ergebnisse zeigen, dass Ridepooling unter bestimmten Voraussetzungen die Verkehrswende fördern kann.

## Produkt
Beim App-gesteuerten Ridepooling teilen sich Personen ein Fahrzeug, deren Start- und Zielposition in ähnlicher Richtung liegen. Zunächst sendet der Kunde über eine App eine Fahrtanfrage. Ein Algorithmus ordnet sie einer neuen oder einer bereits bestehenden Fahrt zu. Der Fahrer wird über eine App informiert und zum Kunden navigiert, um ihn an einem festgelegten Haltepunkt abzuholen. Fahrgäste, die sich bereits im Fahrzeug befinden, werden über ein Display informiert, dass ein weiterer Fahrgast zusteigt. Die Wagen steuern virtuelle Haltepunkte auf einer dynamischen Route an. Nur an diesen Haltepunkten können die Fahrgäste ein- und aussteigen. Der Fahrpreis liegt zwischen dem des öffentlichen Nahverkehrs und dem eines Taxis und richtet sich nach der Entfernung sowie nach dem Wochentag und der Uhrzeit. Er kann in Abhängigkeit von Angebot und Nachfrage variieren.
MOIA wird ab 2023 teilweise an den Tarif des Hamburger Verkehrsverbundes (HVV) gekoppelt sein. Nutzer eines HVV-Abos erhalten einen Rabatt von einem Euro auf den Grundpreis von MOIA. Ermöglicht wird die Ausweitung des Angebots und die Tarifkopplung unter anderem durch die Förderrichtlinie „Modellvorhaben zur Stärkung des ÖPNV“ des Bundesministeriums für Digitales und Verkehr, für die MOIA gemeinsam mit der Behörde für Verkehr und Mobilitätswende der Freien und Hansestadt ausgewählt wurde.

## Fahrzeug
Für sein Angebot entwickelte Moia ein eigenes Fahrzeug. Der elektrisch betriebene Kleinbus basiert auf dem VW Crafter und wurde gemeinsam mit Volkswagen Osnabrück eigens für die Anforderungen des Ridepoolings entwickelt und gebaut. Der Pluto verfügt über sechs Fahrgastplätze, hat eine maximale Geschwindigkeit von 90 km/h und erzielt eine Reichweite von etwa 300 km. Die leere Batterie kann innerhalb von 30 Minuten auf etwa 80 Prozent der Kapazität geladen werden. Die vollelektrischen Fahrzeuge sind mit sechs Einzelsitzen, Leselampen, USB-Ports, WLAN, einer Einstiegshilfe und einer Ablagefläche für Gepäck ausgestattet.
Moia wird mit Beginn der neuen Konzession in Hamburg barrierefreie Fahrzeuge in die Flotte integrieren.

## Verfügbarkeit

### Hannover
In Hannover startete Moia im Oktober 2017 zur Erprobung des Service ein Pilotprojekt mit eingeschränkter Nutzerzahl und einem Bediengebiet von 90 km², ab Juli 2018 betrieb das Unternehmen den Service im Regelbetrieb. Im Februar 2019 erweiterte Moia das Geschäftsgebiet, welches seither das gesamte Stadtgebiet umfasst. Derzeit gibt es im Geschäftsgebiet von Hannover 7000 virtuelle Haltepunkte. Nach der vorübergehenden Einstellung des Service im Zuge der COVID-19-Pandemie in Niedersachsen wurde die Flotte beim Neustart im August 2020 auf die eigens entwickelten Elektrofahrzeuge umgestellt. Als Reaktion auf die COVID-19-Pandemie pausierte der reguläre Service seit dem 24. Dezember 2020 erneut. Am 1. Juli 2021 hat Moia den Betrieb wieder gestartet. Der Betriebshof befindet sich am historischen Wasserturm Hannover an der Vahrenwalder Straße.
Nach dem russischen Überfall auf die Ukraine 2022 hat Moia die Stadt Hannover bei der Beförderung von Flüchtlingen aus der Ukraine im Stadtgebiet von Hannover unterstützt.
Im Juli 2025 stellte Moia den Betrieb in Hannover ein. Grund dafür sei eine strategische Neuausrichtung des Mobilitätsdienstleisters.

### Hamburg
Im April 2018 erhielt Moia die Genehmigung für einen vollelektrischen Ridepooling-Service für vier Jahre mit bis zu 500 Fahrzeugen. Der Betrieb wurde am 15. April 2019 aufgenommen. Zu Beginn bediente das Unternehmen ein Gebiet von 200 km² mit etwa 100 Fahrzeugen. Bis März 2020 wuchs die Flotte auf 330 Fahrzeuge. Gleichzeitig wurde das Bedienungsgebiet nördlich der Elbe auf rund 320 km² ausgeweitet. Es verfügt über mehr als 15.000 virtuelle Haltepunkte. Seit dem Start hat Moia 2,9 Millionen Fahrgäste in der Hansestadt befördert (Stand Dezember 2020). Moia ist nach § 2(7) PBefG konzessioniert und darf seine Dienstleistung bis Ende 2022 anbieten. Ab 2023 wird MOIA als sogenannter Linienbedarfsverkehr nach § 44 PBefG genehmigt sein und wird damit Teil des ÖPNV in Hamburg. Die Konzession ist für die Jahre 2023 bis 2025 und 450 Fahrzeuge gültig. Mit der neuen Konzession wird Moia sein Geschäftsgebiet im Jahr 2023 auf die Stadtteile Wilhelmsburg, Billstedt/Billbrook, Osdorf/Lurup und Rahlstedt ausweiten
Im Juni 2020 wurde Moia als erster Ridepooling-Anbieter in die hvv-switch-App der Hamburger Hochbahn integriert. Nutzer können über die hvv switch App Tickets des Hamburger Verkehrsverbunds (HVV) kaufen und auch ein Moia buchen und bezahlen.
Zwischen dem 1. April 2020 und dem 24. Mai beteiligte sich Moia an den Maßnahmen der Stadt Hamburg, mit denen die Stadt während der COVID-19-Pandemie die Grundversorgung mit Mobilität bedarfsgerecht sicherstellen wollte. Im Auftrag der Behörde für Wirtschaft, Verkehr und Innovation bot Moia zwischen 0 und 6 Uhr Nachtfahrten an. Der reguläre Service wurde als Reaktion auf die COVID-19-Pandemie zum 1. April 2020 vorübergehend eingestellt und nach der Wiederaufnahme des Betriebs im Mai 2020 erneut zum 24. Dezember 2020 ausgesetzt. Vom 7. April bis zum 16. Mai 2021 bot Moia im Auftrag der Stadt Hamburg abermals Nachtfahrten zwischen 0 und 6 Uhr an, da im Zuge der Ausgangsbeschränkungen der Nachtservice des öffentlichen Nahverkehrs vorübergehend eingestellt wurde. Das Angebot mit bis zu 120 Fahrzeugen umfasste das gesamte Stadtgebiet und richtete sich an Personen, die trotz der nächtlichen Ausgangsbeschränkungen auf Mobilität angewiesen waren. Am 1. Juni 2021 hat Moia seinen regulären Betrieb in einem angepassten Geschäftsgebiet von 200 km² mit einer Flotte von maximal 190 Fahrzeugen wieder aufgenommen.
Im Dezember 2023 stellt sich durch eine Kleine Anfrage der Linken in der Hamburgischen Bürgerschaft heraus, dass der Shuttledienst seit 2019 141 Mal beim Arbeitsgericht Hamburg verklagt worden ist. In der Antwort auf die Kleine Anfrage schrieb der Hamburger Senat, er antworte teilweise auf Grundlage von Auskünften der Moia GmbH.